# Servicio Estatal de Bomberos de Polonia

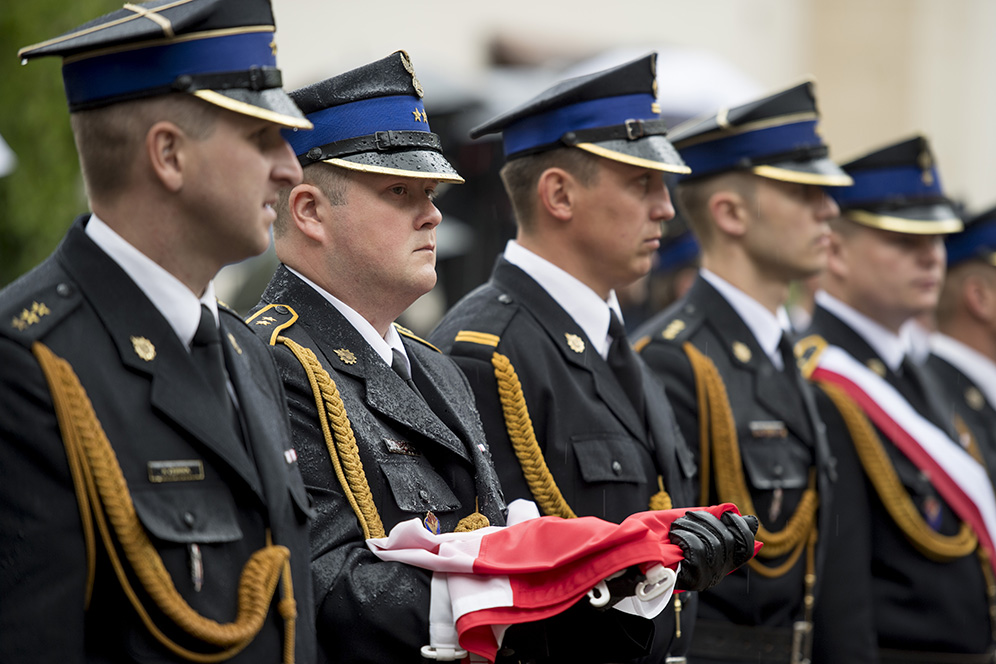
Uniforme de gala del Servicio Estatal de Bomberos de Polonia

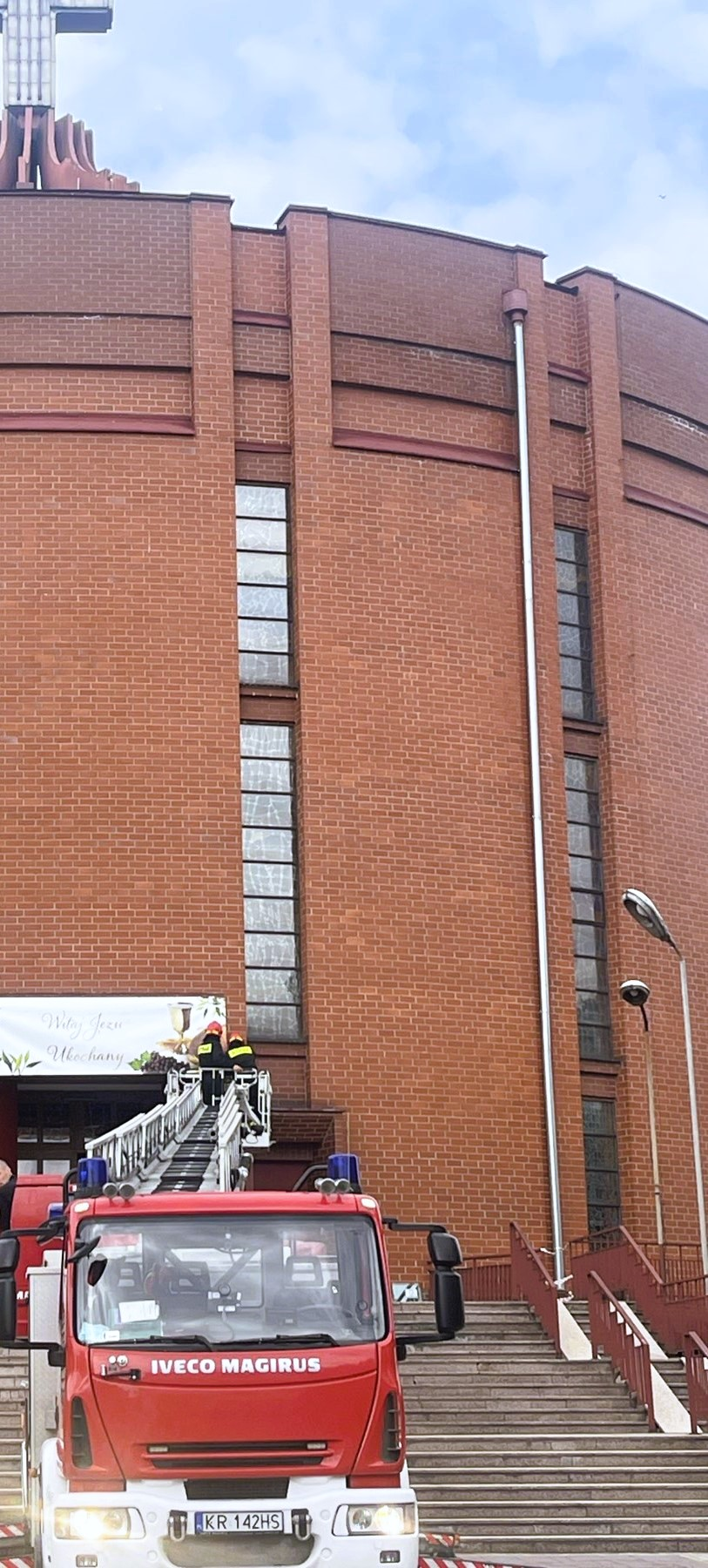
Dotación PSP JRG 6 en acción en Cracovia, Polonia en 2019.

El Servicio Estatal de Bomberos (en polaco: Państwowa Straż Pożarna, sigla PSP) es el organismo oficial centralizado de Polonia para la lucha y la extinción de los incendios. Está subordinado al Ministerio del Interior y de la Administración de Polonia y su base legal se reformó en 1992. Con una estructura militarizada, cubre todo el territorio del país y tiene su sede en Varsovia. En un todas las unidades de segundo nivel de administración en Polonia - powiat (distrito) -, las brigadas de bomberos operan desde la sede del distrito (Komenda Powiatowa Państwowej Straży Pożarnej), que cuenta además con sedes municipales en las ciudades más importantes (Komenda Miejska Państwowej Straży Pożarnej) con puestos de mando y centros de decisión junto a una o varias estaciones de bomberos (Jednostka Ratowniczo-Gaśnicza, JRG). Están organizados desde 16 sedes distritales (Komenda Wojewódzka Państwowej Straży Pożarnej). El PSP cuenta también con voluntarios asociados al servicio, el llamado Servicio Voluntario de Bomberos (Ochotnicza Straż Pożarna, OSP), con más de 15 700 estaciones de bomberos repartidas por el país. 

## Historia
La primera ley que reguló la lucha contra el fuego y los incendios se aprobó el 4 de febrero de 1950. La ley establecía al voivodato como sede de los servicios estatales. Los equipos, fuertemente militarizados, estaban encabezados por los Comandantes de Bomberos del Voivodato, nombrados directamente por el ministro de Administración Pública. Pronto, sin embargo, el Sejm estatal aprobó una primera reforma el 19 de abril de 1950, que trajo, entre otras medidas, la abolición del Ministerio de Administración Pública y la creación del Ministerio de Economía Municipal en su lugar.  Hacia 1972, paralelamente a la reforma administrativa polaca, se creó la Asociación de Brigadas de Bomberos Voluntarios (ZOSP), dando un mayor protagonismo al vínculo comunal de esta asociación. 

## Estructura PSP
Con sede nacional en Varsovia, el PSP cuenta con 16 subsedes:
- Sede del Voivodato en Białystok
- Sede del Voivodato en Gdańsk
- Sede del Voivodato en Gorzów Wielkopolski
- Sede del Voivodato en Katowice
- Sede del Voivodato en Kielce
- Sede del Voivodato en Cracovia
- Sede del Voivodato en Lublín
- Sede del Voivodato en Łódź
- Sede del Voivodato en Olsztyn
- Sede del Voivodato en Opole
- Sede del Voivodato en Poznań
- Sede del Voivodato en Rzeszów
- Sede del Voivodato en Szczecin
- Sede del Voivodato en Toruń
- Sede del Voivodato en Varsovia
- Sede del Voivodato en Breslavia

Cada Voivodato supervisa la sede de su distrito (335 en 2019) y las unidades de extinción de incendios. Cada distrito tiene una o varias estaciones de bomberos (Jednostka Ratowniczo-Gaśnicza, JRG)
Formación
El PSP cuenta con 5 academias de bomberos:
- Escuela Principal del Servicio de Bomberos en Varsovia
- Escuela Central del PSP en Częstochowa
- Escuela de Aspirantes del PSP en Cracovia
- Escuela de Aspirantes del PSP en Poznań
- Escuela de Suboficiales del PSP en Bydgoszcz

## Ochotnicza Straż Pożarna OSP

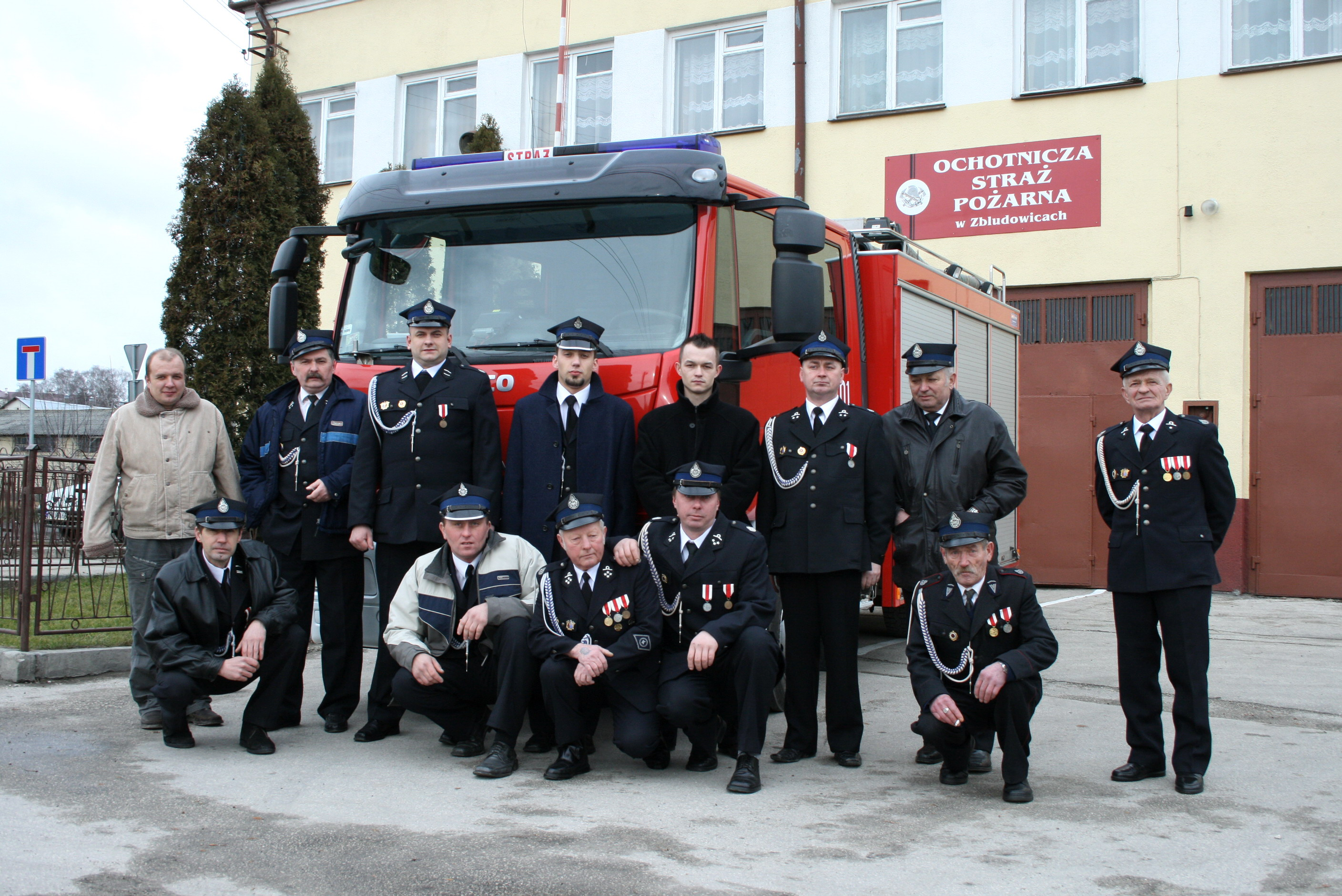
Servicio Voluntario de Bomberos de Zbludowice

En Polonia, las entidades locales también pueden crear el llamado Cuerpo de Bomberos Voluntario (Ochotnicza Straż Pożarna, OSP). Dichos departamentos pueden recibir ayuda financiera del gobierno para comprar equipos o capacitar al personal. En ciertas áreas de Polonia, casi todas las ciudades y pueblos tienen un departamento de bomberos voluntarios. Los departamentos de bomberos voluntarios generalmente están integrados en el Sistema Nacional de Bomberos y Rescate (Krajowy System Ratowniczo-Gaśniczy, sigla KSRG). Cualquier llamada al número de emergencia contra incendios se enruta a la estación del Servicio Estatal de Bomberos (PSP) más cercana.

## Insignias de rango
| I cuerpo- Bomberos         | I cuerpo- Bomberos                        |
| -------------------------- | ----------------------------------------- |
|                            |                                           |
| Strażak Bombero Soldado E1 | Starszy strażak Bombero sénior Soldado E2 |

| II cuerpo-Suboficiales      | II cuerpo-Suboficiales                         | II cuerpo-Suboficiales                     | II cuerpo-Suboficiales                                  | II cuerpo-Suboficiales                                  |
| --------------------------- | ---------------------------------------------- | ------------------------------------------ | ------------------------------------------------------- | ------------------------------------------------------- |
|                             |                                                |                                            |                                                         |                                                         |
| Sekcyjny Escuadrón 1ª Clase | Starszy sekcyjny Escuadrón Sénior Especialista | Młodszy ogniomistrz Suboficial júnior Cabo | Ogniomistrz Suboficial bombero Sargento de Estado Mayor | Starszy ogniomistrz Suboficial sénior Sargento 1ª Clase |

| III cuerpo - Suboficiales superiores                     | III cuerpo - Suboficiales superiores                | III cuerpo - Suboficiales superiores                        | III cuerpo - Suboficiales superiores                         |
| -------------------------------------------------------- | --------------------------------------------------- | ----------------------------------------------------------- | ------------------------------------------------------------ |
|                                                          |                                                     |                                                             |                                                              |
| Suboficial Młodszy Suboficial 1ª Clase Sargento 1ª Clase | Suboficial mayor Suboficial 2ª Clase Sargento mayor | Suboficial Starszy Suboficial sénior Sargento mayor Starszy | Suboficial Sztabowy Suboficial mayor Sargento Mayor de Mando |

| IV cuerpo- Oficiales                            | IV cuerpo- Oficiales     | IV cuerpo- Oficiales                  |
| ----------------------------------------------- | ------------------------ | ------------------------------------- |
|                                                 |                          |                                       |
| Capitán Młodszy Capitán Junior Teniente segundo | Capitán Capitán Teniente | Capitán Starszy Capitán mayor Capitán |

| V cuerpo- Oficiales superiores           | V cuerpo- Oficiales superiores       | V cuerpo- Oficiales superiores             |
| ---------------------------------------- | ------------------------------------ | ------------------------------------------ |
|                                          |                                      |                                            |
| Brigadier Młodszy Brigadier júnior Mayor | Brigadier Brigadier Teniente coronel | Brigadier Starszy Brigadier sénior Coronel |

| VI cuerpo- Generales                            | VI cuerpo- Generales                             |
| ----------------------------------------------- | ------------------------------------------------ |
|                                                 |                                                  |
| Nadbrygadier Jefe de brigada General de brigada | Brigadier General Jefe de división Mayor general |

Bandera de servicio para buques del Gobierno polaco:
Pabellón de buques de extinción de incendios

Nota: Los bomberos del Servicio Estatal polaco (PSP, JRG) usan cascos rojos. Los bomberos del Servicio Voluntario (OSP) usan cascos blancos.